# Léo Afraneo Hartmann
Léo Afraneo Hartmann (Selbach, 24 de setembro de 1945) é um geólogo, pesquisador e professor universitário brasileiro. 
Grande oficial da Ordem Nacional do Mérito Científico e membro titular da Academia Brasileira de Ciências desde 2004, é professor emérito da Universidade Federal do Rio Grande do Sul. 

## Biografia
Léo nasceu na cidade de Selbach, no Rio Grande do Sul, em 1945. Estudou no Colégio Espírito Santo, em Três Passos e fez o segundo grau na Escola Técnica de Agricultura, em Viamão. Ingressou no curso de geologia da Universidade Federal do Rio Grande do Sul (UFRGS), mas após cursar três anos, ele ganhou uma bolsa de estudos da LASPAU, nos Estados Unidos e formou-se em geologia pela Universidade Harvard, em 1971. No mesmo ano ingressou no mestrado em geologia pela Universidade do Estado do Colorado, obtendo o título em 1973. Em 1979, já de volta ao Brasil, ingressou no doutorado na mesma área.
Em 1980 ingressou como professor titular da Universidade Federal do Rio Grande do Sul. Pela Universidade de Southampton, realizou estágio de pós-doutorado em 1985, em associação com Robert Nesbitt. Na UFRGS foi presidente do Centro Acadêmico, presidente da Associação de Geólogos, vice-presidente do Conselho Regional de Engenharia, Arquitetura e Agronomia do Rio Grande do Sul (CREA-RS), coordenador do subprograma de Geociências e Tecnologia Mineral (GTM) do Programa de Apoio ao Desenvolvimento Científico e Tecnológico (PADCT) e membro do Grupo Especial de Acompanhamento (GEA) do PADCT.
Sua principal área de pesquisa é a metalogenia e a evolução crustal da América do Sul, em seus diversos aspectos. Aposentou-se da UFRGS em 2015, permanecendo na instituição como professor convidado. Foi nomeado professor emérito em 2018.